# Czesław Kapczyński
Czesław Kapczyński (ur. 22 października 1924 w Osieczku – obecnie część Osieka, zm. 31 marca 2008 w Warszawie) – polski szlifierz, poseł na Sejm PRL V kadencji.

## Życiorys
Uzyskał wykształcenie średnie niepełne, z zawodu szlifierz. Pracował jako brygadzista w Polskich Zakładach Optycznych w Warszawie. W 1969 uzyskał mandat posła na Sejm PRL w okręgu Warszawa-Praga z ramienia Polskiej Zjednoczonej Partii Robotniczej. Zasiadał w Komisji Drobnej Wytwórczości, Spółdzielczości Pracy i Rzemiosła, Komisji Przemysłu Lekkiego, Rzemiosła i Spółdzielczości Pracy oraz w Komisji Spraw Wewnętrznych.

## Życie prywatne
Żonaty z Barbarą z domu Ziółkowską (ur. 1930), ich synem jest Marek (ur. 1956). Pochowany na cmentarzu w Cieksynie.

## Odznaczenia
- Złoty Krzyż Zasługi
- Srebrny Krzyż Zasługi